# U-79
Unterseeboot 79 foi um submarino alemão do Tipo VIIC, pertencente a Kriegsmarine que atuou durante a Segunda Guerra Mundial.
O U-79 esteve em operação no ano de 1941, realizando neste período 6 patrulhas de guerra, nas quais afundou/danificou quatro navios aliados num total de 13,964 toneladas de arqueação.
Foi afundado no dia 23 de dezembro de 1941 ao norte de Sollum no Mediterrâneo em posição  por cargas de profundidades lançadas pelos contratorpedeiros HMS Hasty e HMS Hotspur. Todos os 44 tripulantes sobreviveram.

## Comandantes
| Comandante               | Data                                         |
| ------------------------ | -------------------------------------------- |
| Kptlt. Wolfgang Kaufmann | 13 de março de 1941 - 23 de dezembro de 1941 |

## Subordinação
Durante o seu tempo de serviço, esteve subordinado às seguintes flotilhas:
| Período                    | Flotilha                                      |
| -------------------------- | --------------------------------------------- |
| 1. Unterseebootsflottille  | 13 de março de 1941 - 30 de junho de 1941     |
| 1. Unterseebootsflottille  | 1 de julho de 1941 - 30 de setembro de 1941   |
| 23. Unterseebootsflottille | 1 de outubro de 1941 - 23 de dezembro de 1941 |

## Operações conjuntas de ataque
O U-79 participou das seguinte operações de ataque combinado durante a sua carreira:
- Rudeltaktik Goeben - 28 de setembro de 1941 - 5 de outubro de 1941

## Coordenadas
1. ↑  em posição 32° 15' N 25° 19' O